# Suvaja (Republika Serbska)
Suvaja (cyr. Суваја) – wieś w Bośni i Hercegowinie, w Republice Serbskiej, w gminie Kozarska Dubica. W 2013 roku liczyła 99 mieszkańców.